# دهستان گلیجان
دهستان گلیجان، دهستانی است از توابع بخش مرکزی شهرستان تنکابن در استان مازندران کشور ایران است.

## جمعیت
بر اساس سرشماری مرکز آمار ایران در سال ۱۳۹۵ جمعیت دهستان گلیجان برابر با ۲۳٫۶۴۳ نفر (۸٫۲۳۰ خانوار) بوده‌است.